# Miguel Ángel Castillo (calciatore panamense)
Miguel Ángel Castillo Moreno (Panama, 8 novembre 1986) è un calciatore panamense, centrocampista del Tauro.

## Caratteristiche tecniche
Può giocare come ala sinistra, trequartista o seconda punta.

## Carriera

### Club
Comincia a giocare nel Chorrillo. Nel 2007 si trasferisce all'Alianza Panama. Nel 2009 gioca al Tauro. Nel 2010 passa all'Arabe Unido. Nell'estate 2012 viene ceduto all'Alianza Panama. Nel 2013 viene acquistato dal Tauro. Dopo una breve esperienza al Panamá Oeste, nel 2016 torna al Tauro.

### Nazionale
Ha debuttato in Nazionale il 22 agosto 2007, nell'amichevole Panama-Guatemala (2-1), subentrando a Víctor Herrera al minuto 73. Ha collezionato in totale, con la maglia della Nazionale, una presenza.

## Statistiche

### Cronologia presenze e reti in Nazionale
| Cronologia completa delle presenze e delle reti in nazionale ― Panama | Cronologia completa delle presenze e delle reti in nazionale ― Panama | Cronologia completa delle presenze e delle reti in nazionale ― Panama | Cronologia completa delle presenze e delle reti in nazionale ― Panama | Cronologia completa delle presenze e delle reti in nazionale ― Panama | Cronologia completa delle presenze e delle reti in nazionale ― Panama | Cronologia completa delle presenze e delle reti in nazionale ― Panama | Cronologia completa delle presenze e delle reti in nazionale ― Panama |
| Data                                                                  | Città                                                                 | In casa                                                               | Risultato                                                             | Ospiti                                                                | Competizione                                                          | Reti                                                                  | Note                                                                  |
| --------------------------------------------------------------------- | --------------------------------------------------------------------- | --------------------------------------------------------------------- | --------------------------------------------------------------------- | --------------------------------------------------------------------- | --------------------------------------------------------------------- | --------------------------------------------------------------------- | --------------------------------------------------------------------- |
| 22-8-2007                                                             | Panama                                                                | Panama                                                                | 2 – 1                                                                 | Guatemala                                                             | Amichevole                                                            | -                                                                     | 73’                                                                   |
| Totale                                                                |                                                                       | Presenze                                                              | 1                                                                     |                                                                       | Reti                                                                  | 0                                                                     |                                                                       |